# Mallabia
Mallabia è un comune spagnolo di 1 109 abitanti situato nella comunità autonoma dei Paesi Baschi.